# Rue Pouchkine (Rostov-sur-le-Don)

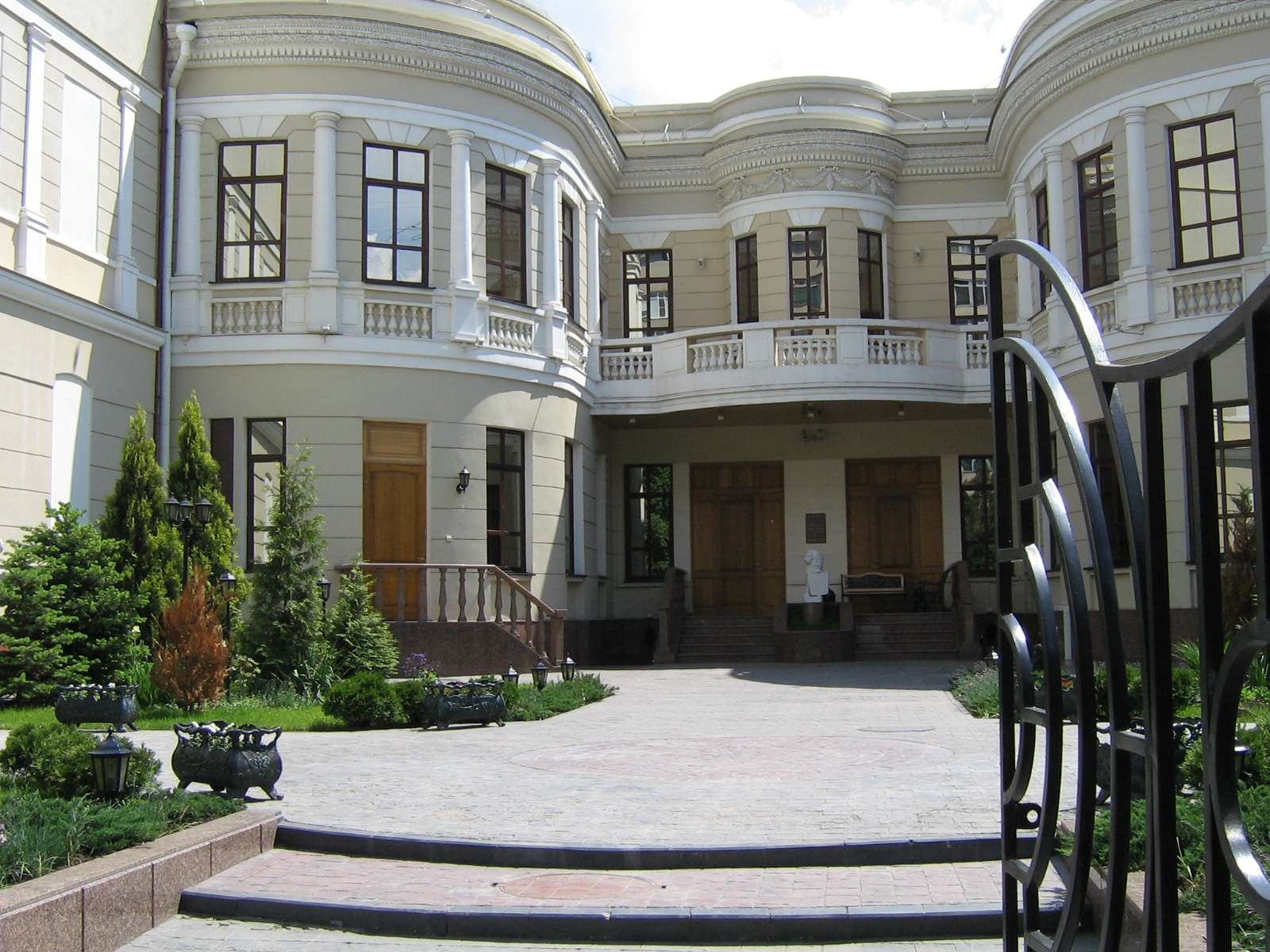
Ancien hôtel particulier Kramer.

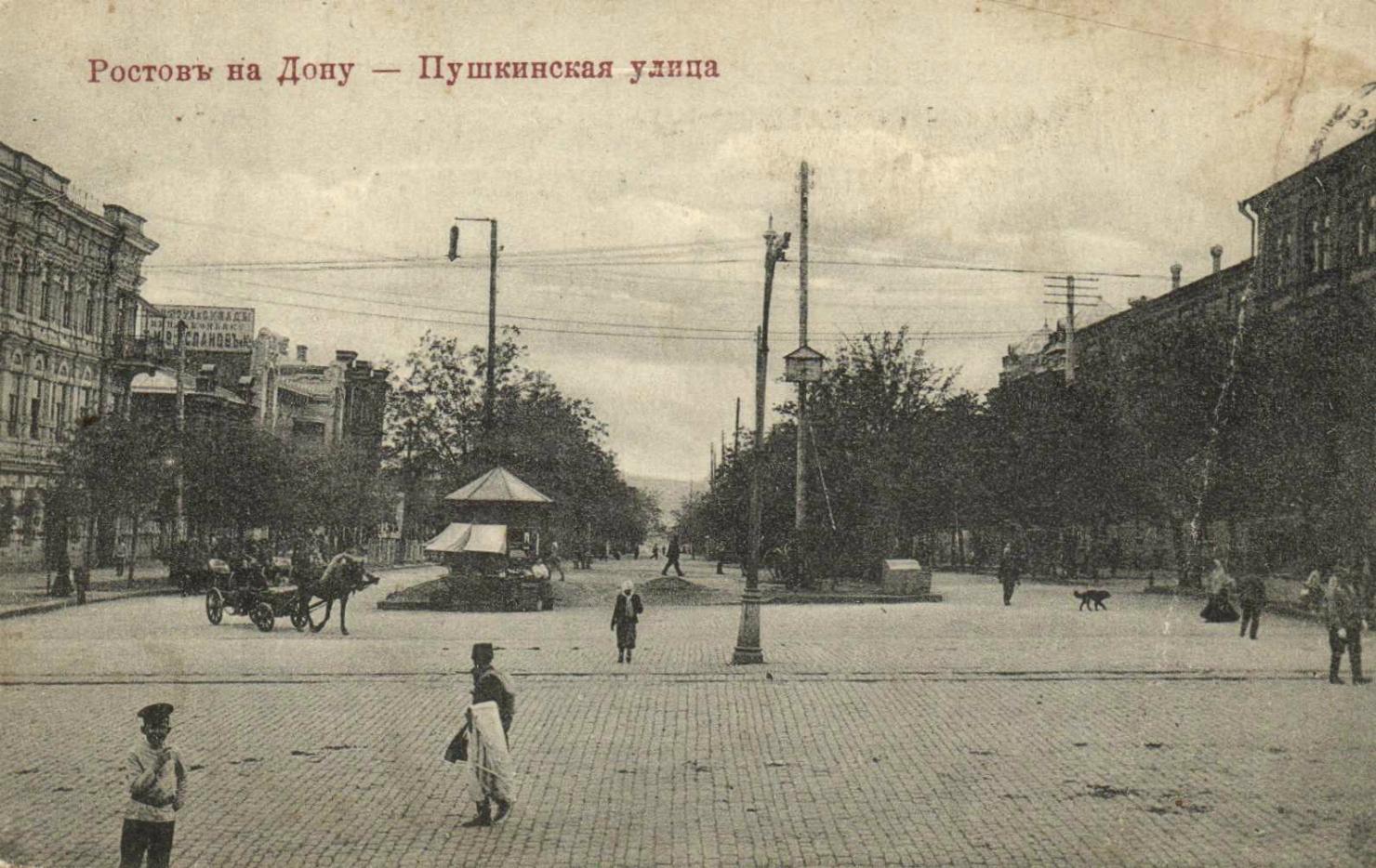
La rue Pouchkine au début du XXe siècle.

La rue Pouchkine (russe : Пушкинская улица, Pouchkinskaïa oulitsa) est l'une des voies principales de la ville de Rostov-sur-le-Don en Russie. Elle doit son nom au grand poète Alexandre Pouchkine qui visita plusieurs fois la ville. On y trouve nombre d'édifices historiques, des bâtiments universitaires, la bibliothèque d'État du Don. La rue est parallèle au Don.

## Histoire
La rue a été tracée dans la seconde moitié du XIXe siècle sous le nom de rue des Forgerons (Kouznetskaïa). Elle reçoit son nom actuel en 1885.
Au début du XXe siècle, il s'agit de la deuxième rue en importance de Rostov derrière la rue Bolchaïa Sadovaïa (grande rue des Jardins). L'éclairage électrique y est installé en 1904. Les bâtiments sont construits par les meilleurs architectes de la ville.
En 1959, on érige une statue de Pouchkine à l'intersection de la rue avec la perspective Vorochilov.

## Édifices remarquables
| Numéro | Image | Description |
| ------ | ----- | --- |
| 13     |       | Immeuble de rapport Bakouline. Fin XIXe siècle. |
| 47     |       | Immeuble Reznitchenko de la fin du XIXe siècle construit en style néobaroque. Il fait partie du patrimoine protégé. |
| 51     |       | Immeuble de rapport Kouchnarev du début XXe qui appartenait à l'industriel Vassili Semionovitch Kouchnarev. Il fait partie du patrimoine protégé. |
| 65     |       | Immeuble de rapport Mnatsakanov (1911-1915). Il fait partie du patrimoine protégé. |
| 75     |       | Immeuble de rapport Livus du début du XXe siècle. Il fait partie du patrimoine protégé. |
| 78     |       | Immeuble construit en 1960. Les poètes A. G. Garnackerian, A. P. Olenitch-Gnenenko et l'écrivain G. F. Cholokhov-Siniavski y vécurent. |
| 79     |       | Hôtel particulier Souprounov du début du XXe siècle. Il fait partie du patrimoine protégé. |
| 83     |       | Hôtel particulier Spielrein construit en 1897. La future psychanalyste Sabina Spielrein y passa son enfance. Il fait partie du patrimoine protégé. |
| 89/57  |       | Immeuble Zvorykine construit en 1914 par l'architecte Vassili Popov. Le maire de Rostov, Ivan Zvorykine, et le dramaturge Vladimir Kirschon y vécurent. Il fait partie du patrimoine protégé.                                                                                        |
| 93     |       | Maison Gavala construite à la fin du XIXe siècle. Elle fait partie du patrimoine protégé. |
| 106    |       | Maison Bostriguine construite en 1914 en style Art Nouveau. Aujourd'hui siège de la Sberbank. L'immeuble fait partie du patrimoine protégé. |
| 114    |       | Hôtel particulier Kramer construit dans les années 1910. C'est aujourd'hui un restaurant. Il fait partie du patrimoine protégé. |
| 115    |       | Musée des beaux-arts de Rostov-sur-le-Don (ancien hôtel particulier Petrov). Il fait partie du patrimoine protégé. |
| 116    |       | Immeuble de rapport de Pavel Kramer construit vers 1900. Il fait partie du patrimoine protégé. |
| 148    |       | Hôtel particulier Paramonov construit en 1914 pour l'éditeur Nikolaï Paramonov par l'architecte Leonid Aeberg. Il abrite aujourd'hui la bibliothèque scientifique Jdanov de l'université fédérale du Sud. La maison est en style néoclassique et fait partie du patrimoine protégé . |
| 175а   |       | Bibliothèque publique d'État du Don. |